# Scombrolabrax heterolepis
Famille
Genre
Espèce
Scombrolabrax heterolepis est une espèce de poissons abyssaux, la seule du genre Scombrolabrax lui-même unique représentant de la famille des Scombrolabracidae dans l'ordre des Scombriformes.

## Distribution
On le trouve dans les zones tropicales et subtropicales des océans Indien, Atlantique et Pacifique.